# Martha Salcudean
Martha Salcudean, née le 26 février 1934 à Cluj, en Roumanie, et morte le 17 juillet 2019 en Colombie-Britannique, au Canada, est un professeur de génie mécanique, spécialiste de la mécanique des fluides numérique et du transfert thermique.
Survivante de l'Holocauste, elle est la première femme qui dirige un département de génie dans une université canadienne.

## Biographie
Martha Eva Salcudean naît Martha Eva Abel le 26 février 1934 à Cluj, au nord-ouest de la Roumanie. Ses parents, Edmund et Sarolta, sont tous deux juifs et médecins et tiennent un cabinet médical à Chiocis, un village au nord de la Transylvanie.
Durant la Deuxième Guerre mondiale, après avoir dû vivre dans les ghettos juifs, elle passe plusieurs mois avec sa famille dans le camp de concentration de Bergen-Belsen. En décembre 1944, ils parviennent à se réfugier en Suisse grâce aux négociations menées par Rudolf Kastner avec les nazis. Ils retournent en Roumanie, devenue communiste, après la guerre. Martha épouse George Salcudean en 1955 et obtient deux mois plus tard son baccalauréat en génie mécanique de l’Institut polytechnique de Cluj. Le couple a un enfant, Tim, né en 1957, futur membre de l’Académie canadienne du génie.
Elle travaille d'abord pour une usine de fabrication de robinetterie à Cluj et complète en cours d'emploi un diplôme de troisième cycle en systèmes d’instrumentation et de contrôle, obtenu en 1962. Elle est ensuite chercheur à Bucarest à partir de 1963, à l'Institut national de recherche en métallurgie. Ses recherches portent en particulier sur la mécanique des fluides et le transfert thermique. Elle enseigne par ailleurs à temps partiel à l'Institut polytechnique de Bucarest à partir de 1967. Deux ans plus tard, elle obtient un doctorat en génie mécanique à l'Institut polytechnique de Brașov.

### Émigration au Canada
La famille émigre au Canada en 1976. Martha Salcudean occupe d'abord un poste d'associée de recherche à l'Université McGill à Montréal, où elle travaille sur la « modélisation de processus s'appliquant à la sidérurgie ». À partir de 1977, elle enseigne à l'Université d'Ottawa, au sein du département de génie mécanique, d'abord comme professeur associé puis comme professeur permanent à partir de 1981.  
En 1985, elle prend la tête du département de génie mécanique de l'Université de la Colombie-Britannique, devenant la première femme à diriger un département d'ingénierie au Canada. Elle y crée un centre de modélisation de processus des pâtes et papiers de renommée internationale, qui collabore notamment avec Pratt & Whitney et Weyerhaeuser. Elle est par ailleurs vice-présidente adjointe de la recherche de l'université en 1993 à 1996, puis présidente de recherche industrielle de Weyerhaeuser en mécanique des fluides numérique. Elle cofonde en 1993 une société de recherche et développement visant à utiliser la modélisation mathématique et l'informatique pour développer des procédés industriels. 
Elle décède le 17 juillet 2019 en Colombie-Britannique, peu après la publication de ses mémoires. 

## Distinctions
- 1991 : médaille d'or en science et génie du Conseil scientifique de la Colombie-Britannique[2]
- 1992 :  doctorat honoris causa de l'Université d'Ottawa[1]
- 1998 : prix Izaak-Walton-Killam d'ingénierie[3]
- 2004 : officier de l'Ordre du Canada[4]
- 2009 : doctorat honoris causa de l'Université de Waterloo (Ontario)[5]

## Mémoires
(en) In Search of Light, Montréal, Azrieli Foundation, 15 avril 2019, 200 p. (ISBN 978-1988065540)